# Пивоварна Братя Радойкови
„Братя Радойкови“ е бивша пивоварна фабрика, със седалище град Самоков, основана през 1883 г. и прекратила самостоятелното си съществуване през 1929 г.

## История на пивоварната
През 1883 г. Сотир П.Радойков от Самоков, основава в родния си град пивоварна. Тя произвежда и бутилира бира до 1927 г. в зелени стъклени бутилки с фирменото име „Братя Радойкови“. 
През 1895 г. пивоварната произвежда 49 2000 литра бира, и продава 32 840 литра, като заплаща акциз на държавата в размер на 1642 лева. През 1896 г. пивоварната произвежда 35 930 литра бира, продава 27 110 литра, и заплаща акциз в размер на 1356,00 лева. През 1897 г. са произведени 42 730 литра, продадени са 7130 литра, и е заплатен акциз 358,00 лева. През първото полугодие на 1898 г. произведеното количество бира достига 17 000 литра, от които са продадени 10 225 литра и е заплатен акциз в размер на 511 лева.
От 1915 г. за нуждите на бирената фабрика започва да се произвежда електрически ток с динамомашина „Манесман-Мулак“. Тя генерира достатъчно електричество и за осветлението на съседните улици, много преди електрификацията на Самоков през 1925 г. За производството на бира около града започват се засаждат хмелови насаждения.
Спадът в производството на бира в България, особено след 1925 г., дължащ се на тежката акцизна политика на българското правителство, за сметка на поощряване на винарската индустрия, принуждава собствениците на пивоварни фабрики в България да образуват на 3 април 1927 г. пивоварен картел, в който влизат всички съществуващи към момента фабрики, без софийската "Македония". По решение на картела се затварят 12 пивоварни фабрики, сред които и тази в Самоков. Затворените фабрики спират производство и част от тях продължават да функционират само като депозитни складове за продажба на пиво на останалите действащи пивоварни. Създаването на картела не успява да преодолее спада и различията и през 1931 г. пивоварния картел престава да съществува.
Съгласно решението на картела от 1927 г. пивоварната фабрика „Братя Радойкови“ преустановява производството на бира, и е превърната в маслобойна. Маслобойната е включена в Списъка на индустриалните и минни предприятия, които се национализират по чл.2 от Закона за национализация на частни индустриални и минни предприятия.